# Anglesey

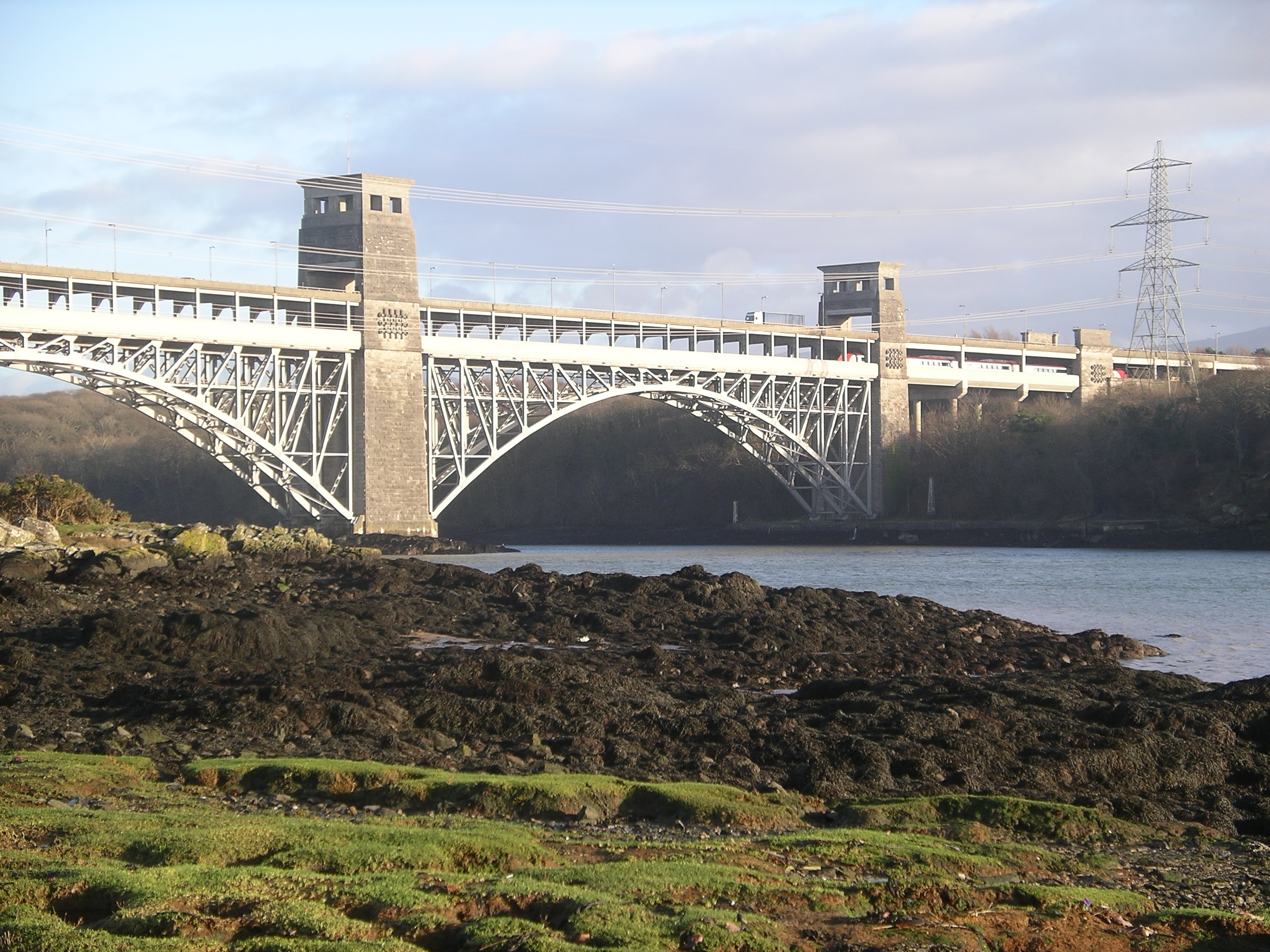
Britannia Bridge

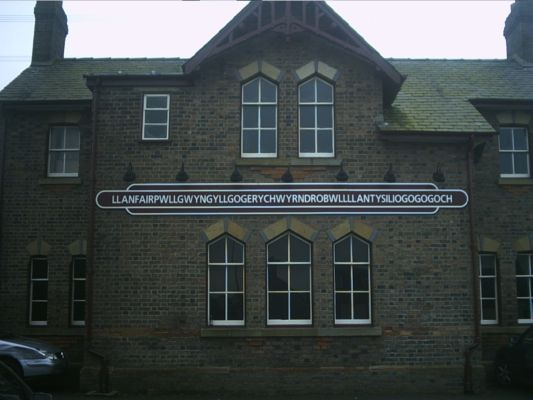
Stationsgebouw

Anglesey (Welsh: Ynys Môn), is een eiland en een unitaire autoriteit aan de noordwestkust van Wales. Het vormt een onderdeel van het ceremoniële behouden graafschap Gwynedd en is tevens een historisch graafschap. Anglesey heeft 70.000 inwoners (2018).

## Geografie
Het eiland wordt in het zuidoosten van het vasteland gescheiden door een smal water, genaamd de Menaistraat. In het zuidwesten ligt de Caernafonbaai en in het noorden en noordoosten ligt de Ierse Zee.
Anglesey wordt door twee bruggen met het vasteland verbonden, de Menai Suspension Bridge uit 1826 en de Britannia Bridge uit 1950 waarover de autoweg A55 en de spoorverbinding lopen.

### Plaatsen
- Amlwch
- Brynsiencyn
- Caim
- Dwyran
- Holyhead
- Llangaffo
- Llaingoch
- Llanbadrig
- Llandaniel-Fab
- Llangefni (hoofdstad)
- Llanfairpwllgwyngyllgogerychwyrndrobwllllantysiliogogogoch
- Llanfair-yn-Neubwll
- Llanidan
- Llangoed
- Malltraeth
- Menai Bridge
- Newborough
- Pen-lôn
- Penmon
- Rhoscolyn
- Rhosmeirch
- Rhosneigr
- Trearddur

## Historie
Anglesey is lang geassocieerd met de druïden. In 60 besloot de Romeinse generaal Suetonius Paulinus de macht van de druïden te breken, door het eiland aan te vallen, waarbij de heiligdommen van de druïden werden vernietigd. De Romeinen noemden het eiland Mona. Na de Romeinen werd het land aangevallen door Vikingen, Saksen en Noormannen voordat het in de 13e eeuw onder koning Eduard I aan Engeland behoorde. In de 6e eeuw werd er in Anglesey een kerk gesticht door Amaethlu van Anglesey.
Op het eiland bevinden zich twintig megalithische monumenten, waaronder de Bryn Celli Ddu Burial Chamber en de Bodowyr Burial Chamber.

## Verkeer en vervoer
Het eiland is aan het vasteland met twee bruggen verbonden. De Britannia Bridge is een spoor- en wegbrug en over de Menai Suspension Bridge is alleen wegverkeer mogelijk. De Brittania dateert uit 1850, maar na de brand in 1970 werd de brug verbouwd, zodat nu van de oorspronkelijke Britannia Bridge alleen de steuntorens zijn overgebleven. De Menai is ouder en werd op 30 januari 1826 officieel geopend.
Verder is er nog een luchthaven met slechts één verbinding, namelijk naar Cardiff, en een aanlegplaats voor de ferry's met verbindingen naar Dublin en Dún Laoghaire.

## Diversen
Op Anglesey ligt de stad met de langste plaatsnaam van Europa: Llanfairpwllgwyngyllgogerychwyrndrobwllllantysiliogogogoch. Dit is Welsh voor "De kerk van Maria in de laagte van de witte hazelaar nabij de hevige draaikolk en de kerk van Tysilio bij de rode grot". Deze plaatsnaam is zó lang dat hij in atlassen, op wegenkaarten en dergelijke vaak niet volledig afgedrukt wordt.